# Jiří Kovář
Jiří Kovář (né le 10 avril 1989 à Zlín, alors en Tchécoslovaquie) est un joueur italien de volley-ball. Il mesure 2,02 m et joue au poste de réceptionneur-attaquant. Il totalise 22 sélections en équipe d'Italie.

## Clubs
| Club              | De        | À         |
| ----------------- | --------- | --------- |
| Sisley Trévise    | 2007-2008 | 2007-2008 |
| Pallavolo Loreto  | 2008-2009 | 2008-2009 |
| Blu Volley Vérone | 2009-2010 | 2009-2010 |
| Sisley Trévise    | 2010-2011 | 2010-2011 |
| AS Volley Lube    | 2011-2012 | en cours  |

## Palmarès

### En sélection nationale
- Championnat d'Europe
  -  : 2013.
- World Grand Champions Cup
  -  : 2013.
- Ligue mondiale
  -  : 2013, 2014.

### En club
- Ligue des champions CEV (1)
  - Vainqueur : 2019.
  - Finaliste : 2018.
  - Troisième : 2016, 2017.
- Mondial des clubs (1)
  - Vainqueur : 2019.
  - Finaliste : 2017, 2018.
- Coupe de la CEV (1)
  - Vainqueur : 2011.
- Championnat d'Italie — Serie A (5)
  - Vainqueur : 2007, 2012, 2014, 2017, 2019.
  - Finaliste : 2013, 2018.
  - Troisième : 2015, 2016.
- Coupe d'Italie (4)
  - Vainqueur : 2007, 2017, 2020, 2021.
  - Finaliste : 2012, 2013, 2018, 2019.
- Championnat d'Italie — Serie B (1)
  - Vainqueur : 2009.
- Supercoupe d'Italie (3)
  - Vainqueur : 2007, 2012, 2014.
  - Finaliste : 2013, 2017, 2020.
  - Troisième : 2016, 2018, 2019.

### Distinctions individuelles
- 2011 : Coupe CEV — Meilleur serveur
- 2012 : Championnat d'Italie (Serie A) — MVP
- 2017 : Championnat d'Italie (Serie A) — MVP